# Séguéré
Séguéré est une commune rurale située dans le département de Bama de la province du Houet dans la région des Hauts-Bassins au Burkina Faso.

## Géographie
Localisée sur les rives du Mouhoun, Séguéré est située à 10 km au nord-est de Bama.

## Éducation et santé
Séguéré accueille un centre de santé et de promotion sociale (CSPS) tandis que le centre hospitalier régional (CHR) se trouve à Bobo-Dioulasso.